# Sandra Aleksejeva
Sandra Aleksejeva (Krāslava, 3 de mayo de 1991) es una deportista letona que compite en ciclismo en la modalidad de BMX. Ganó una medalla de bronce en el Campeonato Europeo de Ciclismo BMX de 2016.

## Palmarés internacional
| Campeonato Europeo | Campeonato Europeo | Campeonato Europeo | Campeonato Europeo |
| Año                | Lugar              | Medalla            | Competición        |
| ------------------ | ------------------ | ------------------ | ------------------ |
| 2016               | Verona (Italia)    | Medalla de bronce  | Carrera            |